# Смачного (фільм, 1933)
«Смачного» (також — «Приємного апетиту») — український радянський комедійний фільм режисера Ханана Шмаїна, що вийшов на екрани 1933 року. Фільм вважається втраченим, не збереглося жодної відомої копії.

## Сюжет
Фільм розповідав про боротьбу молоді заводу із керівником-бюрократом на тему місцевої їдальні. Голова завкому звернулася до керівника Жеребкова із запитом на гроші для ремонту столової, вже й проєкт готовий, адже потрібно негайне втручання. Жеребков, одержимий гігантськими планами, відмовляє, на його думку, краще побудувати нову велику їдальню, ніж «ремонтувати старі черевики».
Згодом він зустрічає на вокзалі Оксану, технолога-кулінара, що приїхала до місцевого фаянсового заводу, недочитавши в її документах слова «кулінар», Жеребков вирішує, що це до нього приїхала технолог, яка допоможе втілити всі його масштабні ідеї з перебудови підприємства, тому він забирає її та відвозить на свій завод.

## У ролях
- Амвросій Бучма — кухар Карпо Бобов;
- Микола Надемський — завідувач столовою;
- Мар'ян Крушельницький — Жеребков;
- Оксана Подлісна — секретарка Жеребкова;
- Іван Твердохліб — помічник повара;
- Валентина Равенська — Оксана, технолог-кулінар;
- Гаврил Марінчак — робочий;

## Історія створення
Основою для написання сценарію стала п'єса Олександра Корнійчука «Фіолетова щука» (1930), яку автор спільно з режисером переписали. Написання сценарію було розпочато в січні-лютому, завершено у червні 1932 року. Фільм було згадано у серпневому випуску журналу «Кіно», як майбутню кінокомедію. У цей час тривало фільмування на Одеській кіностудії. На екрани стрічка вийшла взимку 1933 року.

## Відгуки та сприйняття
На думку культоролога Вадима Скуратівського, стрічка стала «кінорефлексією» на Голодомор та вирізнялася особливим цинізмом, адже її сюжет будується на темі поліпшення харчування, на його думку, вона стала яскравим зразком альтернативної реальності, роль якої любило брати на себе радянське кіно. У цій реальності їжі було досить, і конфлікт обертався не навколо можливості її роздобути, а навколо організації праці. Вагомим аргументом автор вважає те, що стрічка вийшла на екрани в 1933 році.
Водночас з такими висновками не погоджується культуролог Андрій Пучков, адже згідно його досліджень задумка фільму та написання сценарію розпочалися ще до подій Голодомору, а в тому, що стрічка вийшла в 1933 винна радянська влада, що затримала вихід фільму до цього часу, а не її творці.